# خولیان اوسانو
خولیان اوسانو (اسپانیایی: Julian Usano‎؛ زادهٔ ۸ ژوئیهٔ ۱۹۷۶ ‏(۴۸ سال)) دوچرخه‌سوار اهل اسپانیا است. وی در مسابقات تور دو فرانس و جیرو دیتالیا شرکت کرده است.